# Salmon River Mountains
Salmon River Mountains je pohoří, respektive řada horských pásem, ve Valley County, Custer County a Lemhi County, ve středním Idahu, na severozápadě Spojených států amerických.
Pohoří zaujímá většinu území centrálního Idaha. Je součástí Skalnatých hor.
Nejvyšší hora White Mountain West má 3 183 m, dalších deset až dvacet vrcholů má více než 3 000 m.
Salmon River Mountains je pojmenované podle řeky Salmon River.

## Geografie
Hranice pohoří tvoří na severu a východě řeka Salmon River, na jihovýchodě pohoří Pioneer Mountains, na jihozápadě Sawtooth Range a na západě údolí Long Valley a řeka Little Salmon River.